# Distenia semiflava
Distenia semiflava là một loài bọ cánh cứng trong họ Cerambycidae.